# Sarah Minter
Sarah Minter (1953-7 de abril de 2016) fue una directora de cine y video artista mexicana, pionera del cine y video experimental en su país. 

## Datos biográficos
Minter nació, en una familia de nueve hermanos, en la ciudad de Puebla de Zaragoza, donde vive por diez años hasta que su familia decide migrar a la Ciudad de México (antes DF) cuando Sarah tiene 10 años de edad. Esta mudanza le da la oportunidad de formarse en la Universidad Nacional Autónoma de México, donde estudia teatro. Paralelamente, aprende de manera autodidacta diseño gráfico y cine. Desde joven, en la década de los setenta, Minter se interesó en la experimentación artística, como lo demuestra su paso por el Teatro Laboratorio, liderado por Juan Carlos Uviedo durante su estancia en México entre 1970 y 1974. "Puede decirse que su obra suele estar atravesada por una mirada de carácter afectivo que expresa un particular interés por las relaciones del individuo con lo social, lo político, la urbe, el cuerpo y el goce."
"A veces me querían encargar algo y no entendían cómo podía decirles que no. Hice Chrysler, Sheraton... Después, sólo cultura, de hecho hice la imagen de la Filarmónica de la Ciudad de México, hice el logotipo que hoy en día existe en la Ollin Yoliztli. Trabajé para discos Polydor, trabajé para la televisión alemana, fui free lance siempre y empecé a hacer foto publicitaria. Pero otra vez esto mismo me llevó a la imagen y empecé a hacer mis primeros 'súper ochos'. Empecé a ir al CUEC de manera no formal, porque de alguna manera siempre he creído que una puede hacer lo que quiera hacer si se lo propone, y asistí a algunas clases que me interesaban."
En los primeros años de la década de los ochenta Sarah abandona el diseño gráfico para dedicarse a la imagen en movimiento; aunque empieza a trabajar con formatos cinematográficos, opta rápidamente por el video: "Mi primer contacto con las imágenes en movimiento fue en realidad con el cine: súper 8 y 16mm. Hice algunas piezas con este material, pero justamente buscando la independencia llegué al video."

## Obra

### Nadie es inocente (1987)
En 1987 Sarah Minter estrenó una de sus piezas fundamentales “Nadie es inocente” (1985-1987) documental-ficción filmado en Betacam, que retrata la vida y periplos de “Los mierdas punk” una banda punk de jóvenes de Ciudad Neza. Esta pieza le merece el reconocimiento dentro y fuera del país“ a raíz de Nadie es Inocente empezó a haber un interés más grande de universidades, centros culturales, biblioteca públicas, y la gente. […] Digamos, esa película empezó a rolar solita por el mundo.”
“Tras Nadie es inocente, vinieron otros video como Mex Metr (1988), video experimental de doce minutos; Alma punk (1991-1992), video ficción de cincuenta minutos; Viajes. Un día y una noche por la Ciudad de México (1996), video documental para tres monitores; México (2001), video monocanal de doce minutos”

### Intervalos
En el 2004 Sarah presentaría en la Celda Contemporánea del Claustro de Sor Juana, Intervalos  otra pieza paradigmática que consiste en 18 video-secuencias donde reflexiona sobre sí misma, a partir de una selección de distintos momentos íntimos y cotidianos: “En los videos hay secuencias, loops, donde físicamente no estoy yo, sin embargo, es evidente que estoy yo, no hay otro que está viendo, sino es una subjetiva mía y entonces siempre estoy presente aunque en la mitad de los videos no estoy yo, o sea no está mi imagen, está lo que veo, pero esta muy claro, que eso es lo que yo veo, y que estoy ahí aunque no estoy..”

### Nadie es inocente, 20 años después
En el 2010 Sarah Minter estrena la secuela Nadie es inocente, 20 años después esta vez Sarah vuelve a las calles de Ciudad Nezahualcóyotl en busca de aquellos jóvenes, hoy adultos de más de cuarenta años, exintegrantes de “Los Mierdas Punk”. La película nos muestra la vida actual de los personajes, a la vez que rememora aquellas andanzas juveniles y la melancolía que les precede. Para su realización esta producción obtuvo el apoyo del Instituto Mexicano de Cinematografía a través del Fondo para la Producción Cinematográfica de Calidad (Foprocine]. La fotografía de la cinta estuvo a cargo de Emiliano Rocha Minter, joven cineasta mexicano e hijo de Sarah Minter.

### Háblame de amor
Para este proyecto Sara Minter organizó distintas cenas con amigos cercanos – a partir del 2009 – en esas reuniones grabó conversaciones en torno del amor, el sexo y la complejidad de las relaciones emotivas. Todas las conversaciones suceden en la misma locación (en el comedor de la casa de Minter). “Todas las cenas ocurren durante la noche y el menú siempre es el mismo: Spaghetti al chile poblano, ensalada, pan, vinos y cervezas.
“Lo que busco es que los invitados hablen de sus experiencias personales, - más que sobre conceptos generales o impersonales- de lo que es el amor y temas aledaños.”
Los participantes en estas cenas eran todos amigo de la artista, se incluyen mexicanos y extranjeros, tanto mujeres y hombres homosexuales como heterosexuales. El resultado son final tiene dos formatos, el primero es un largometraje con una duración aproximada de 1 hora minutos y una video instalación para ser montada en un espacio museográfico. En esta instalación se busca la participación del público como un voyeur, donde solo al acercarse podrá escuchar los diálogos de los personajes y se convierte en otro invitado más.

### Summer in Utopia
A partir del 2006 Sarah realizó distintas estancias en la Ciudad libre de Christiania (Dinamarca) para conocer y vivir por temporadas con los habitantes de esta comunidad anarquista fundada en 1971. Después de más de seis años de trabajo, presenta el documental Summer in Utopia / Verano en Utopía (2012. Documental / Video digital) que discurre sobre esta ciudad “Entre lo público y lo privado y la cotidianidad de un verano se teje la historia y la filosofía de esta comunidad a través de sus contradicciones, la lucha cotidianas y la creación de estrategias para defenderse de la amenaza de desaparecer ante la pretendida "Normalización" del actual gobierno Danés.” Esta producción es parte del proyecto a largo plazo Multiverse, sobre comunidades utópicas y fue apoyado por el FONCA (Fondo Nacional para la Cultura y las Artes) dentro del programa del Sistema Nacional de Creadores de Arte.

## Exposición retrospectiva

### Ojo en rotación
Ojo en rotación: Sarah Minter, imágenes en movimiento 1981-2015 fue la primera exposición retrospectiva de Sarah Minter, curada por Cecilia Delgado Masse y Sol Henaro para el Museo Universitario de Arte Contemporáneo de la Universidad Nacional Autónoma de México (UNAM). Esta exposición mostró 14 piezas (videos y videoinstalaciones) acompañadas de un programa de cine donde se concentraron la mayor parte de sus largometrajes. 
“Ojo en Rotación articula una mirada panorámica de la obra de Minter la cual visibiliza los intersticios sociales entre la política, la economía y los afectos en la construcción de sus imágenes, cuya condición híbrida consiste en la relación siempre oscilante entre el documento y la ficción.”

## Actividad docente
A partir de los años noventa, paralela a su producción artística, emprendió diversas proyectos pedagógicas y de difusión en torno al video como “La sala del deseo” en el Centro de la Imagen y el Taller de video en la Escuela de Pintura, Escultura y Grabado “La Esmeralda”, del CENART.

## Premios
Sara Minter ha sido premiada por instituciones como la Fundación Rockefeller, la Fundación MacArthur, la Angelica Foundation, el FOPROCINE y el Fondo Nacional para la Cultura y las Artes (FONCA).